# Pleurobranchus iouspi
Pleurobranchus iouspi is een slakkensoort uit de familie van de Pleurobranchidae. De wetenschappelijke naam van de soort is voor het eerst geldig gepubliceerd in 1984 door Ev. Marcus.